# ミル・マスカラス
ミル・マスカラス（Mil Máscaras、本名：Aaron Rodríguez Arellano、1942年7月15日 - ）は、メキシコのプロレスラー。
日本では「千の顔を持つ男」「仮面貴族」などのニックネームを持つ。イギリスのバンド、ジグソーの『スカイ・ハイ』が入場テーマ曲に用いられた。

## 来歴
1942年7月、メキシコのサン・ルイス・ポトシ州で誕生した。
学生時代からレスリングとボディビルに打ち込み、レスリングではメキシコ代表として1964年東京オリンピックの候補にもなった。ボディビルでは1962年にミスター・メキシコに輝く。柔道も日本から遠征して来た渡辺貞三に習ったとされる。1964年4月の仮デビュー後、大キャンペーンを経て、1965年7月16日にEMLL（現：CMLL）の本拠地アレナ・メヒコにてデビュー。1966年3月22日、レイ・メンドーサを破りナショナル・ライトヘビー級王座を獲得、タイトル初戴冠を果たした。
1968年から1971年にかけてはアメリカのNWAロサンゼルス地区（NWAハリウッド・レスリング）を主戦場に活動し、バディ・オースチン、ザ・シーク、ジョン・トロスらを破りNWAアメリカス・ヘビー級王座（WWA世界ヘビー級王座の実質的な後継タイトル）を通算５回獲得。1969年11月21日にはドリー・ファンク・ジュニアのNWA世界ヘビー級王座に初挑戦した。同地区では同じメキシカンのブラック・ゴールドマンやエル・ゴリアス、さらにはアーニー・ラッドやブル・ラモスなどの巨漢ヒールとも抗争を展開しており、ラモスとの抗争は髪と覆面を賭けて闘うカベジェラ・コントラ・マスカラやチェーン・デスマッチにまで発展している。なお、ロサンゼルス時代のマスカラスは絶対的なベビーフェイスであったにもかかわらず、その斬新な覆面のデザインが当時の日本では奇怪とも映ったことから、日本においては "悪魔仮面" などと呼ばれていた。
1970年にロサンゼルスを一時離れ、フリッツ・フォン・エリックが主宰していたテキサス東部のNWAビッグタイム・レスリング（後のWCCW）に参戦。同地区のヒール軍団の首領格だったジョニー・バレンタインをはじめ、キラー・カール・コックス、ボリス・マレンコ、ロード・チャールズ・モンタギュー、リッパー・シクナ、キラー・コワルスキー、ボブ・オートン、ザ・マミー、トール・タナカ、サンダーボルト・パターソンなどと対戦し、タッグではワフー・マクダニエル、ミスター・レスリング、ホセ・ロザリオらと組んで活躍した。
アメリカでは、ニューヨーク州における「覆面レスラーはマスクを脱いで素顔で出場しなければならない」というアスレチック・コミッションの条例を、1972年12月18日にWWWFのMSG定期戦において、素顔のザ・スポイラーとの対戦で解禁。覆面を被ったままマディソン・スクエア・ガーデンに登場した初の人物である。以降、北東部でもファンの支持を獲得し、1973年12月にペドロ・モラレスがスタン・スタージャックにWWWFヘビー級王座を明け渡した後、マスカラスがスタージャックを倒して新王者になるというプランもあった（ビンス・マクマホン・シニアは、家族でニューヨークに移住することまでマスカラスに提案したという）。
ヨーロッパにも遠征しており、1974年10月には西ドイツ（当時）のミュンヘン・トーナメントに参加。同年8月に新日本プロレスでデビューしたばかりの吉田光雄やローラン・ボックと対戦した（ボックには敗退。トーナメントの戦績は7勝3敗1分で、優勝のミシェル・ナドール、2位のボック、3位のイワン・ストロゴフに次ぐ第4位）。
WWWFおよびWWFには1970年代から1990年代にかけて何度となく単発参戦しており、1978年には当時のWWWF王者スーパースター・ビリー・グラハムに挑戦。同年1月23日のMSG定期戦で行われたタイトルマッチでは、ボブ・バックランドがマスカラスのセコンドを務めている。3月20日の定期戦ではアンドレ・ザ・ジャイアント&ダスティ・ローデスと豪華トリオを組み、ケン・パテラ、ミスター・フジ、プロフェッサー・タナカ組と6人タッグマッチで対戦。この試合は、当時WWFと提携していた新日本プロレスの放送局であるテレビ朝日の『ワールドプロレスリング』においても中継された。同年4月25日のフィラデルフィアでのTVテーピングではストロング小林とも対戦している（マスカラスはヘイスタック・カルホーン&ラリー・ズビスコ、小林はタンク・パットン&ゴールデン・テラーと組んでの6人タッグマッチ）。
AWAのテリトリーでは1979年3月24日にコロラド州コロラドスプリングスにて、ニック・ボックウィンクルが保持していたAWA世界ヘビー級王座に挑戦。活動拠点としていたテキサスでも、1981年8月16日にサンアントニオ、1983年7月29日にヒューストンにおいて、ボックウィンクルの同王座に挑戦した。
1984年にスタートしたビンス・マクマホン・ジュニアのWWF全米侵攻サーキットにも、アメリカでの主戦場だったテキサスやカリフォルニア、中西部地区でのショーを中心に出場。サムラ・アノアイ、マイク・シャープ、タイガー・チャン・リー、アレックス・スミルノフ、ジェリー・バリアント、レネ・グレイ、ムーンドッグ・スポット、ビクター・リベラ、ルー・アルバーノ、バディ・ローズなどから勝利を収めた。同年6月15日にはセントルイスのキール・オーディトリアムにてS・D・ジョーンズをパートナーに、ディック・マードック&アドリアン・アドニスが保持していたWWF世界タッグ王座に挑戦している。1987年8月28日にはWWFがヒューストンで開催した、同地区のプロモーターだったポール・ボーシュの引退記念興行において、ティト・サンタナと組んでデモリッション（アックス&スマッシュ）と対戦した。1997年1月19日には、メキシカン人口の多いサンアントニオで行われたロイヤルランブル（第10回大会）にも出場した。
俳優としても活動しており、これまで20本以上の映画（ルチャシネマ）に出演している。日本では『愛と宿命のルチャ』がBOX東中野で公開され、TBSの深夜映画枠で『ミル・マスカラスの幻の美女とチャンピオン』が放映されたことがある。2007年には久々に主演作品 "Mil Mascaras Versus The Aztec Mummy" （『ミル・マスカラス対アステカのミイラ』）が製作・公開された。
2011年10月16日、メキシコシティのパラシオ・デ・ロス・デポルテスで行われたWWEのスマックダウン収録に登場。2012年3月31日にはWWE殿堂に迎えられ、甥のアルベルト・デル・リオが式典のインダクターを務めた。

### 日本での活躍
1971年2月、日本プロレスの『ダイナミック・ビッグ・シリーズ』に出場するため初来日した。来日第1戦となる2月19日の後楽園ホール大会において星野勘太郎をダイビング・ボディ・アタックで下し、センセーショナルな日本デビューを飾った。2月20日には大阪府立体育館にてダグ・ギルバートをパートナーに、アントニオ猪木&吉村道明のアジアタッグ王座に挑戦。3月2日には蔵前国技館にてスパイロス・アリオンと組み、ジャイアント馬場&猪木のBI砲が保持していたインターナショナル・タッグ王座に挑戦した。3月6日の前橋市大会では、猪木との最初で最後のシングルマッチも行われた。
1973年10月からは全日本プロレスに参戦して、ジャンボ鶴田やザ・デストロイヤーと好勝負を展開。1977年8月25日に田園コロシアムにて鶴田のUNヘビー級王座に挑戦した試合は、プロレス大賞の年間最高試合賞を受賞した。1970年代後半から1980年代前半にかけては『サマー・アクション・シリーズ』など夏場のシリーズに例年参戦しており、ドス・カラスとの兄弟コンビでの編隊飛行は全日本プロレスの「夏の風物詩」ともいわれた。1979年の来日時は、8月22日に札幌中島スポーツセンターにてアブドーラ・ザ・ブッチャーとのシングルマッチが実現。4日後の8月26日には、日本武道館で行われた『プロレス夢のオールスター戦』に全日本プロレスの一員として出場。鶴田&新日本プロレスの藤波辰巳とトリオを組み、マサ斎藤、高千穂明久、タイガー戸口組と6人タッグマッチで対戦した。1980年9月12日の一宮市大会では、ハーリー・レイスのNWA世界ヘビー級王座に挑戦している。
1986年6月の全日本プロレス参戦を最後に日本マットへの登場は途絶えていたが、1990年代はW★ING、WAR、みちのくプロレスに来日（1993年9月12日にはWARと新日本プロレスの合同興行において、ウルティモ・ドラゴンをパートナーに獣神サンダー・ライガー&エル・サムライと対戦）。2000年2月にはバトラーツ、2001年1月と2002年7月には全日本プロレスへ久々に参戦し、2006年9月には大阪プロレスに登場した。

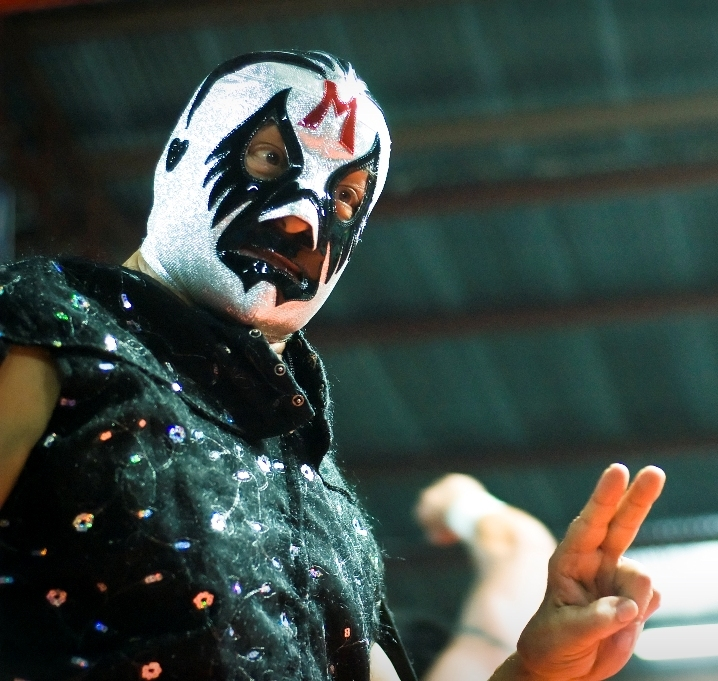
2009年

その後も2009年3月の『仮面貴族FIESTA2009〜ミル・マスカラス華麗なるゴールデンタイム伝説〜』に来日、初代タイガーマスクとタッグを組んで藤波&グラン浜田と対戦している。2013年4月には、女子プロレス団体のスターダムが開催した『STARDOM MASK FIESTA』に出場した。
2016年11月28日、東京愚連隊の後楽園ホール大会に来日。NOSAWA論外を挑戦者に、1975年以来保持しているIWA世界ヘビー級王座の防衛に成功した。
2019年2月19日、 全日本プロレスの 両国国技館におけるジャイアント馬場没後20年追善興行に来日。弟のドス・カラスと組んでカズ・ハヤシ＆NOSAWA論外と対戦し、コーナー最上段からのダイビング・ボディ・アタックで論外からフォール勝ちを収めた。
2021年11月3日、秋の叙勲において日本政府より旭日双光章が授与された。授与式はコロナ禍のため延期され、約1年後となる2022年11月18日、CMLLのアレナ・メヒコ大会で駐メキシコ大使の福嶌教輝から叙勲伝達が行われた。

## 「千の顔を持つ男」
試合毎にマスクを変えることから "千の顔を持つ男" と呼ばれた。リングネームはスペイン語で「千の仮面（マスク）」という意味である。デビュー当時はキャッチコピーに過ぎなかったが、2023年の時点では実際に約1200枚のマスクを保有しているという。マスクはすべて自身のデザインによるもので、頭頂部にある5本のラインには「五大陸で活躍できるように」との願いが込められている。
日本では入場時に、試合用マスクの上から別のマスク（オーバーマスク）を更に被り、試合前にそのオーバーマスクを客席に投げてファンにプレゼントするパフォーマンスが人気を集めた。また、全日本プロレス中継の視聴者プレゼント用にマスクを提供することもあった。別のマスクを被る時は顔を隠しながらアゴのあたりからスルッと（2枚のマスクで頭を包むようにして）被り直す特技もあり、絶対に素顔を晒さなかった。

## 親族
父のフロレンティーノはサン・ルイス・ポトシにある銀採掘鉱山企業の役員を務め、母のアンへラは学校の教師だった。男9人女3人の12人兄弟で、マスカラスは4男。兄弟では実弟のエル・シコデリコ（エル・サイコデリコ）とドス・カラスもプロレスラーであり、シコデリコは7男、ドスは9男である。
全日本プロレスではドス・カラスとの兄弟タッグ「マスカラス・ブラザーズ」としての来日も多く、1978年8月24日の田園コロシアム大会ではジャイアント馬場&ジャンボ鶴田のインターナショナル・タッグ王座に挑戦。年末の世界最強タッグ決定リーグ戦には1979年と1983年に出場しており、1979年大会ではザ・ファンクスやアブドーラ・ザ・ブッチャー&ザ・シーク、1983年大会ではスタン・ハンセン&ブルーザー・ブロディやタイガー・ジェット・シン&上田馬之助などのチームと対戦した。
甥のドス・カラス・ジュニアとシコデリコ・ジュニア（サイコデリコ・ジュニア）は共にプロレスラーとなっており、ドス・カラス・ジュニアは総合格闘技を経て、アルベルト・デル・リオのリングネームでWWEにて活躍した。

## 得意技

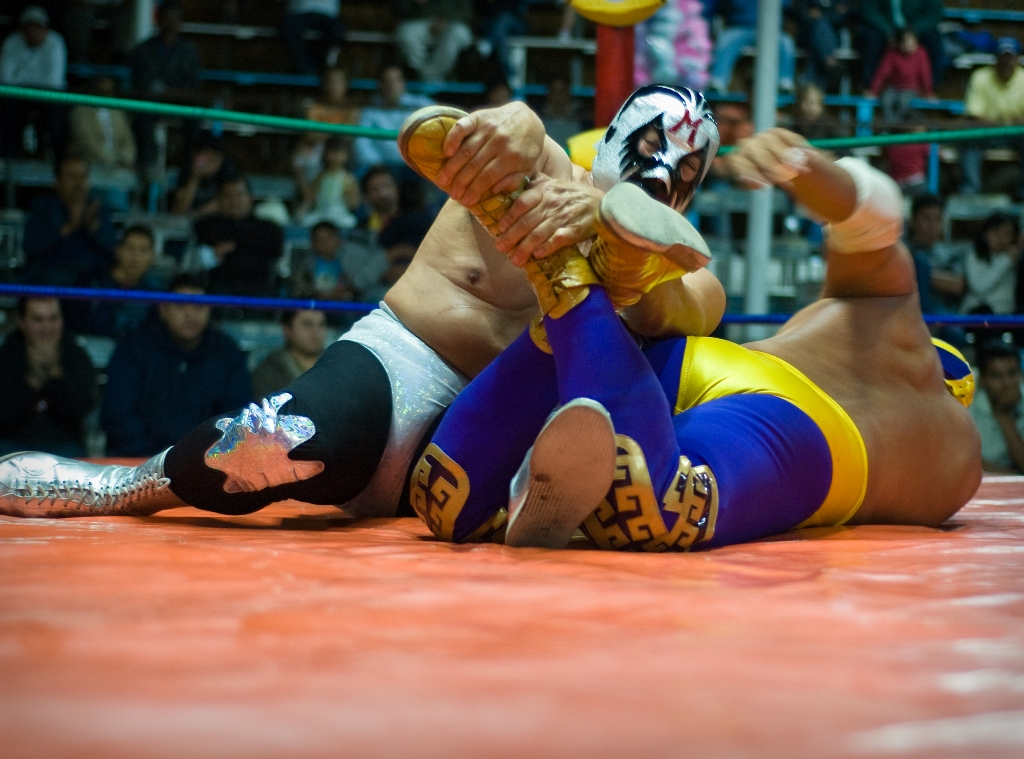
カネックにレッグロックを仕掛けるミル・マスカラス

- フライング・クロス・チョップ
- ダイビング・ボディ・アタック
- ドロップキック
- プランチャ・スイシーダ
- ロメロ・スペシャル
- ヘッドシザーズ・ホイップ
- メキシカン・ストレッチ
- サーフボード・ストレッチ

## 獲得タイトル
EMLL
- ナショナル・ライトヘビー級王座 : 2回[6]

NWAハリウッド・レスリング
- NWAアメリカス・ヘビー級王座 : 4回[7]

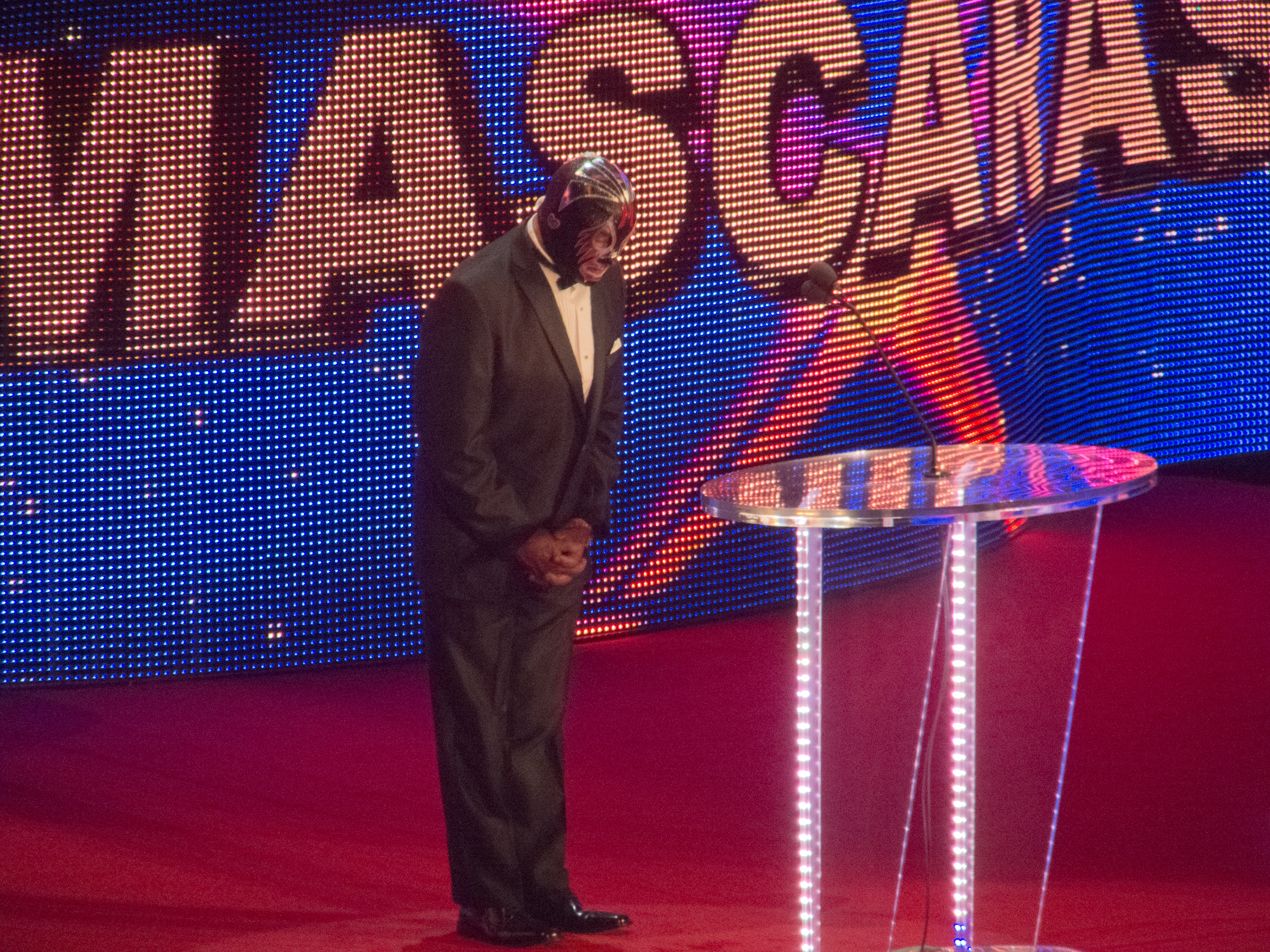
WWE殿堂入り式典（2012年）

- NWAアメリカス・タッグ王座 : 3回（w / アルフォンソ・ダンテス×2、レイ・メンドーサ）[52]

NWAビッグタイム・レスリング / WCCW
- NWAアメリカン・タッグ王座 : 1回（w / ホセ・ロザリオ）[53]
- NWAテキサス・タッグ王座 : 1回（w / ホセ・ロザリオ）[54]
- WCWA世界タッグ王座 : 1回（w / ジェフ・ジャレット）[55]

インターナショナル・レスリング・アソシエーション
- IWA世界ヘビー級王座 : 1回（国際プロレスが認定していた同名の王座とは別物。1970年代中盤に活動していたアメリカ北東部の独立団体の認定タイトルで、イワン・コロフ、リップ・ホーク、ブルドッグ・ブラワー、アーニー・ラッド、ラリー・ハイニエミ、エリック・ザ・レッド、ルー・テーズなどの挑戦を受けた[56]。団体崩壊後もマスカラスの虎の子のタイトルとして、長期間にわたって防衛戦が続けられた。日本でも1980年代に、チャボ・ゲレロ、ジプシー・ジョー、マイティ井上、天龍源一郎、小林邦昭などの挑戦を受けたことがある。1992年にはW★INGプロモーションにおいて、UWA世界ヘビー級王者だったカネックとのダブルタイトルマッチが行われた。1975年に初代王者となってから現在に至るまで保持しており、事実上、ミル・マスカラス個人認定の世界ヘビー級王座となっている[57]）

Alianza Latinoamericana de Lucha Libre
- ALLL世界ヘビー級王座 : 1回（日本でも1978年にエル・ハルコン、近年はNOSAWA論外を相手に防衛戦が行われた）

全日本プロレス
- PWF USヘビー級王座 : 1回（日本でザ・デストロイヤーから奪取）

ワールド・レスリング・アソシエーション
- WWA世界ヘビー級王座 : 1回

ナショナル・レスリング・アライアンス
- NWA殿堂 : 2009年度

ワールド・レスリング・エンターテインメント
- WWE殿堂 : 2012年度（インダクターはアルベルト・デル・リオ）[27]

## 入場テーマ曲
- スカイ・ハイ（ジグソー）

全日本プロレスで使用されたのは、映画主題歌としての「メインタイトル」バージョンである。他団体参戦時には、アップテンポなシングルカット版も使われた。